# Confindustria Monza e Brianza
Confindustria Monza e Brianza, come era chiamata dai primi anni 2000 l'Associazione degli industriali di Monza e Brianza, è stata la prima associazione di imprenditori fondata in Italia nel 1902. Rappresentava circa 800 imprese associate per un totale di circa 12 miliardi di fatturato e 35.000 addetti.

## Storia
Già nel 1893 si erano realizzati a Monza i primi esperimenti di intese fra singole industrie e le proprie maestranze. Questi esperimenti, che furono poi ripetuti e allargati con successo, portarono alla creazione nel 1900 di un primo gruppo organizzato di industriali, quelli del "cappello", nel quale confluirono altri settori imprenditoriali, in contrapposizione alle esistenti Camera del Lavoro e Lega cattolica.
Su queste basi, nel dicembre 1902 sorgeva la Federazione fra gli industriali monzesi, che valse alla città di Monza l'attributo di capostipite dell'associazionismo industriale italiano.
Primo presidente fu Carlo Ricci, che contribuì in modo determinante non solo alla nascita della federazione ma anche, insieme a Gino Olivetti, a quella della Confederazione generale dell'Industria italiana che sarebbe sorta otto anni dopo a Torino.
Nel 2015, Confindustria Monza Brianza si è fusa con Assolombarda, dando vita ad Assolombarda Confindustria Milano Monza e Brianza. L'accordo è stato siglato dai presidenti Gianfelice Rocca e Andrea Dell'Orto.

## Presidenti di AIMB
- Carlo Ricci: 1902-1919
- Ernesto Canesi:1919-1930
- Paolo Ferrario: 1930-1933
- Battista Antonietti: 1933-1935
- Vincenzo Brigatti: 1935-1941
- Giuseppe Marelli: 1941-1945
- Giambattista Pastori: 1945-1959
- Giuseppe Bauchiero: 1960-1968
- Vittorio Casanova: 1968-1976
- Gino Martinetti: 1976-1979
- Walter Fontana: 1979-1991
- Giulio Fumagalli: 1991-1997
- Carlo Edoardo Valli: 1997-2009
- Renato Cerioli: 2009-2013
- Andrea Dell'Orto: 2013-2015